# Neoperla trinervis
Neoperla trinervis är en bäcksländeart som beskrevs av Navás 1934. Neoperla trinervis ingår i släktet Neoperla och familjen jättebäcksländor. Inga underarter finns listade i Catalogue of Life.